# Cinnamomum heterantherum
Cinnamomum heterantherum är en lagerväxtart som först beskrevs av Ruiz & Pav., och fick sitt nu gällande namn av André Joseph Guillaume Henri Kostermans. Cinnamomum heterantherum ingår i släktet Cinnamomum och familjen lagerväxter. Inga underarter finns listade i Catalogue of Life.